# Rumänska frihetskriget
Rumänska frihetskriget stod mot Osmanska riket mellan åren 1877 och 1878. Det inleddes då rumänska parlamentet utropat skattefrihet samt oberoende och osmanerna förklarade därmed krig mot Rumänien. 
Rumänien satt inte ihop med Osmanska riket utan var lydstat - eftersom rumänska befolkningen tvingades betala höga skatter till Osmanska rikets Sultan. Kriget handlade om att Rumäniens självständighet och skattebefrielse från Osmanska riket.
Kejsardömet Ryssland ingick allians med Rumänien efter undertecknandet av ett fördrag som tillät ryska trupper passera genom rumänsk mark på villkor att ryssarna respekterade integriteten för civilbefolkningen. Rumäner slogs tillsammans med ryssar mot osmanerna.
Alliansen besegrade osmanerna i alla strider.[källa behövs] Slagen ägde rum i Grivitsa, Rahova, Vidin och Smardan.
Rumänien förlorade cirka 10 000 man, och cirka 19 000  blev sjuka. Segern innebar Rumäniens självständighet och skattefrihet från Osmanska riket.

## Galleri
- Independenţa României (film, 1912).